# (19504) Vladalekseev
(19504) Vladalekseev (1998 LL2) – planetoida z grupy pasa głównego asteroid okrążająca Słońce w ciągu 5,18 lat w średniej odległości 2,99 j.a. Odkryta 1 czerwca 1998 roku.